# Unterseeboot type I
L' Unterseeboot type I, ou U-Boot type I est une tentative faite en 1936 par la Kriegsmarine de produire un modèle de sous-marin pour la haute-mer.

## Unités de classe Type 1
L'Unterseeboot de Type I est la première réalisation de sous-marin après la Première Guerre mondiale pour la Kriegsmarine allemande pour produire un sous-marin océanique. 

Seulement deux exemplaires sont produits, l' U-25 et l'U-26. Ils montrent de mauvaises performances : une mauvaise stabilité, une mauvaise manœuvrabilité en immersion, une faible vitesse de plongée et une mauvaise fiabilité mécanique.

La décision d'arrêter la production d'autres U-Boote se fonde sur un choix politique et non en raison des défauts majeurs dans la conception de Type I.

Ce type d'U-Boot est basée sur la conception de sous-marin de la classe Vetehinen finlandais et du type E-1 espagnol conçu par le bureau d'étude Ingenieurskantoor voor Scheepsbouw (cette société a également conçu le sous-marin soviétique de la classe S). La conception a servi de base pour le développement d'autres types de U-Boote, principalement des types VII et IX.
Construit par les chantiers Deschimag à Brême, le premier type I.A a été lancé le 14 février 1936. Les deux U-Boote produits, l'U-25 et l'U-26, ont été principalement utilisés comme sous-marins de formation et à des fins de propagande, arborant le drapeau nazi. En 1940, ces bateaux sont appelés pour des missions de guerre en raison de la pénurie de sous-marins disponibles. Les deux U-Boote de Type 1 ont connu des exploitations courtes, avec des résultats de combat fructueux.
L'U-25 a participé à cinq campagnes de guerre, coulant huit vaisseaux ennemis. Le 3 août 1940, lors d'une mission de pose de mines près de la Norvège, l'U-25 a heurté une mine et a coulé avec tout son équipage à bord.
L'U-26 a réalisé huit patrouilles de guerre, coulant trois navires marchands et endommageant un navire de guerre britannique au cours de sa première mission de pose de mines. Sur sa deuxième patrouille de guerre, il est devenu le premier sous-marin pendant la Seconde Guerre mondiale à entrer dans la mer Méditerranée. L'U-26 a participé à trois autres patrouilles de guerre et coulé quatre navires marchands supplémentaires. Sur sa huitième patrouille de guerre, il a coulé trois navires marchands et endommagé un autre navire le lendemain. L'attaque contre ce navire a conduit à de sévères contre-attaque  avec des charges de profondeur par deux navires de guerre britanniques, dont le HMS Gladiolus (K34) (en). Dans l'impossibilité de plonger, l'U-26 a été contraint à la surface où il a été bombardé par un hydravion Sunderland. L'équipage a sabordé le sous-marin et a été secouru par les navires de guerre britanniques.
Les deux sous-marins sont coulés en 1940.
| Bateaux      | Nbr | Chantier naval  | no fabrique | Construction |
| ------------ | --- | --------------- | ----------- | ------------ |
| U-25 et U-26 | 2   | AG Weser, Brême | 903 et 904  | 1934-1936    |